# Material (Schach)
|   | a | b | c | d | e | f | g | h |   |
| 8 |   |   |   |   |   |   |   |   | 8 |
| 7 |   |   |   |   |   |   |   |   | 7 |
| 6 |   |   |   |   |   |   |   |   | 6 |
| 5 |   |   |   |   |   |   |   |   | 5 |
| 4 |   |   |   |   |   |   |   |   | 4 |
| 3 |   |   |   |   |   |   |   |   | 3 |
| 2 |   |   |   |   |   |   |   |   | 2 |
| 1 |   |   |   |   |   |   |   |   | 1 |
|   | a | b | c | d | e | f | g | h |   |

Es herrscht materielles Gleichgewicht, da beide Spieler über die gleichen Kräfte verfügen. Wenn Schwarz am Zug ist, kann er mit 1. … Lxf1 2. Txf1 Material gewinnen, da der Turm wertvoller ist als der Läufer. Ist jedoch Weiß am Zug, so kann er seinerseits mit 1. c4 La6 2. cxd5 Lxf1 3. Txf1 einen materiellen Vorteil erlangen, denn Läufer und Springer sind zusammen mehr wert als der verlorene Turm.
Das Material ist im Schachspiel die Gesamtheit aller Steine – also alle Figuren und Bauern – die einem Spieler zu einem bestimmten Zeitpunkt zur Verfügung stehen. Zu Beginn der Partie herrscht materielles Gleichgewicht. Das bedeutet, dass beide Spieler über die gleiche Art und Anzahl von Figuren und Bauern verfügen. Im Laufe des Spiels kann sich das materielle Gleichgewicht zugunsten des einen oder anderen Spielers verschieben. Man spricht dann von Materialvorteil bzw. -nachteil. Siegbert Tarrasch bezeichnete das Material als Kraft und stellte es den anderen Elementen der Schachtheorie Raum und Zeit gegenüber.
Anders als im Damespiel ist es im Schach kein ausdrückliches Spielziel, Material zu gewinnen. Man kann auch trotz eines großen materiellen Vorteils die Partie verlieren oder durch ein überraschendes Patt den Sieg verspielen. Trotzdem ist es für die Seite, die mehr Material besitzt, in aller Regel leichter, sich zu verteidigen und den gegnerischen König anzugreifen. Deswegen ist der Materialgewinn in vielen Partien ein Zwischenziel auf dem Weg zum Sieg.
Das Material stellt daher das einfachste und oft auch bedeutendste Kriterium bei der Stellungsbeurteilung dar. Um die materielle Stärke einschätzen zu können, hat sich ein Punktesystem bewährt (siehe „Bauerneinheit“): Demnach sind Läufer und Springer jeweils etwa so viel wert wie drei Bauern. Ein Turm hat einen Wert von fünf, die Dame einen Wert von neun Bauern. Die Qualität, also der Wertunterschied zwischen dem Turm und den Leichtfiguren, beträgt also etwa zwei Bauerneinheiten. Der König besitzt keinen Tauschwert, weil er nicht gegen andere Figuren getauscht werden kann. Dieses sehr einfache System berücksichtigt aber nicht, dass die beiden Läufer zusammen (siehe „Läuferpaar“) meist stärker sind als Läufer und Springer oder zwei Springer. 
Bei einem Abtausch im engeren Sinne ändert sich das materielle Gleichgewicht nicht, weil beide Seiten gleich viel Material einbüßen. Eine Seite kann aber dann Material gewinnen, wenn der Tausch ungleichwertig ist (z. B. Springer gegen Turm), wenn sie es durch eine Kombination erzwingt, wenn sie einen Bauern umwandelt oder wenn die Gegenseite einen Stein „einstellt“, also durch Unachtsamkeit verliert.
Der Wert anderer strategischer Aspekte, wie beispielsweise die Beweglichkeit der Figuren, die Sicherheit des eigenen Königs, starke und schwache Felder, die Bauernstruktur usw., lässt sich oft viel schwieriger beziffern und daher nur bedingt mit dem Material vergleichen. Ist man der Ansicht, dass die strategischen Vorteile einer Seite ihren materiellen Nachteil ausgleichen, so sagt man, sie habe „Kompensation“. Ein Opfer, also die absichtliche und freiwillige Preisgabe von Material, gilt dann als gerechtfertigt, wenn der betreffende Spieler ausreichende Kompensation für sein Opfer erhält. Beispielsweise gilt das Bauernopfer im Marshall-Gambit als korrekt, weil Schwarz als Kompensation sehr aktives Figurenspiel erhält. Viele andere Gambits gelten heute aber als „widerlegt“, weil intensive Studien ergeben haben, dass die vermeintlichen taktischen und strategischen Vorteile bei korrektem Spiel des Gegners den eigenen materiellen Nachteil nicht aufwiegen können.